# Nils-Claes Nicklasson
Gustav Nils-Claes Hilding Nicklasson, född 5 februari 1914 i Norra Solberga församling, Jönköpings län, död 20 juli 1997 i Lidingö, var en svensk arkitekt.
Nicklasson, som var son till trävaruhandlare Claes Nicklasson och Hildur Nordvall, avlade studentexamen i Stockholm 1934 och utexaminerades från Kungliga Tekniska högskolan 1951. Han anställdes vid Postverket 1937 samt blev avdelningsdirektör och chef för poststyrelsens intendenturbyrås byggnadsavdelning 1961
och byggnadsdirektör vid postteknikavdelningens lokalförsörjningsenhet 1976.